# Завальнюк Леонід Андрійович
Леонід Андрійович Завальнюк (20 жовтня 1931, Умань — 8 грудня 2010, Москва) — радянський та російський поет, письменник і сценарист. Член Союзу письменників СРСР (1962). Поет-пісняр, автор більше півсотні відомих пісень та понад сорока збірок поезій.
Леонід Завальнюк народився 20 жовтня 1931 року в місті Умань. Вчився в Новосибірському індустріальному технікумі. У 1960 році закінчив Московський літературний інститут імені Горького.
Друкуватися почав у військових виданнях Амурського краю в 1950-х роках, коли проходив службу в армії. Перша збірка поета «В путі» вийшла в 1953 році в Амурській книжковому видавництві, яке пізніше випустило ще вісім книг Завальнюка. Всього у нього понад сорок поетичних збірок. З 1962 року Леонід Завальнюк став членом Союзу письменників.
З 1964 року Завальнюк жив у Москві, де і помер 8 грудня 2010 р. на 80-му році життя.
Завальнюк займався не тільки поезією, але і прозою, а також писав сценарії до мультфільмів і дитячих фільмів. Його вірші стали основою для пісень композиторів Павла Аєдоницького, Юрія Саульського, Людмили Лядової, Олександра Зацепіна, Євгенія Птічкіна, Давида Тухманова й інших. Поет також серйозно захоплювався живописом.